# Pfarrkirche Altaussee

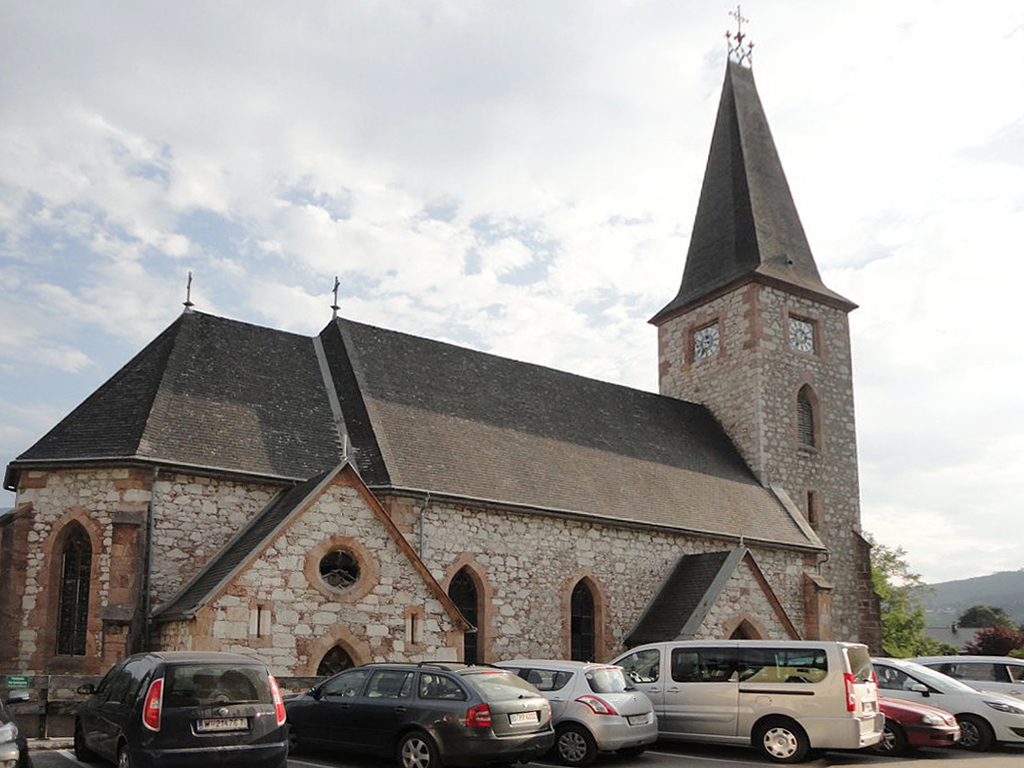
Kath. Pfarrkirche hl. Ägyd

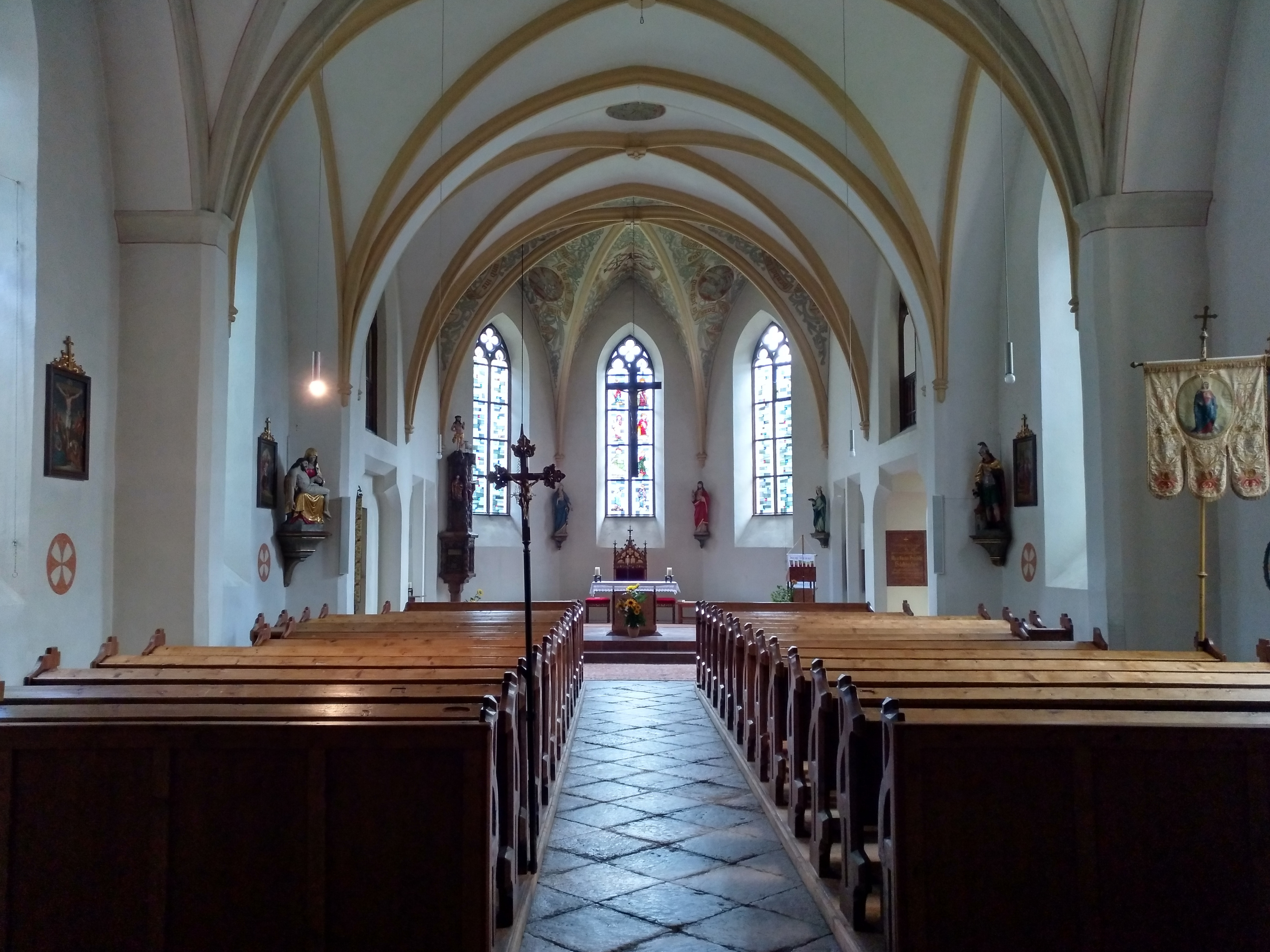
Innenansicht

Die römisch-katholische Pfarrkirche Altaussee steht im Ortszentrum von Altaussee im Bezirk Liezen im Bundesland Steiermark. Sie ist dem heiligen Ägidius geweiht. Die Pfarren Grundlsee und Bad Aussee bilden einen Pfarrverband im Dekanat Oberes Ennstal – Steirisches Salzkammergut in der Diözese Graz-Seckau. Die Kirche steht unter Denkmalschutz (Listeneintrag).

## Geschichte
Im Jahr 1224 wurde die Kirche erstmals genannt. Sie war eine Filiale der Pfarre Aussee, bis sie 1770 zur Pfarrkirche erhoben wurde. Überlieferungen aus dem 18. Jahrhundert zufolge, wurde in Altaussee bereits gegen Ende des 12. Jahrhunderts eine Kirche errichtet. Urkundlich bezeugt ist sie erst etwa hundert Jahre später im Gesamturbar Albrechts I. Eine andere Überlieferung meint, sie sei älter als die Pauluskirche in Bad Aussee und die ehemalige Pfarrkirche. Tatsächlich hatte sie längst vor Errichtung einer eigenen Seelsorgestelle die pfarrlichen Rechte: Die Ausseer Pfarrordnung von 1483 setzte das Begräbnisrecht voraus. Nachrichten aus dem 17. und 18. Jahrhundert erwähnen einen Taufstein und die Spendung der Ostersakramente. Das gotische Sakramentshäuschen bezeugt die Aufbewahrung der Eucharistie. Die urkundlichen Erwähnungen setzen 1433 ein. Die Jahreszahl 1434 steht als Bauinschrift an der Westseite der Kirche neben dem heutigen Hauptportal.
Das Ägidiuspatrozinium weist auf eine Entstehung im 12. Jahrhundert hin. Mit der Schenkung von zwei Salzpfannen von Markgraf Ottokar IV. an das Stift Rein setzte auch der Salzabbau ein. Wenn die Kirche hauptsächlich für die Salzarbeiter errichtet worden wäre, würde sie jedoch nicht am Seeufer, sondern nahe bei den ältesten Stollen des Salzbergwerkes stehen.
Eine Sage berichtet, dass das Presbyterium der Kirche in früherer Zeit ein heidnischer Götzentempel gewesen sei. Auf Grund des Ägidiuspatroziniums ist diese Angabe aber äußerst zweifelhaft, da es in der Missionszeit noch keine Ägidiuspatrozinien gab. Es wäre aber möglich, dass die Kirche früher einem anderen Heiligen geweiht war, beispielsweise dem heiligen Martin. Diesem war nämlich bis ins 19. Jahrhundert ein Seitenaltar geweiht. Eine einfachere Erklärung für den Götzentempel wäre der bis 1859 bestehende Boden aus Quadersteinen. Im Kirchenschiff befand sich dagegen ein Ziegelboden. Damals galten Steinquader als antik und heidnisch. Auch wenn Sagen und andere Überlieferungen von einer Kultstätte in geraumen Vorzeiten berichten, gibt es die erste urkundliche Erwähnung der Kirche „St. Gilgen zu Vischarn“, wie sie früher genannt wurde, erst 1433. Am Turm findet man als Bauinschrift die Jahreszahl 1434. Frühere gesicherte Daten gibt es ab 1300.
Das Gebiet rund um den Altausseer See dürfte jedoch schon lange besiedelt gewesen sein. Die Fischereirechte waren von Anfang an privat – das Kloster Traunkirchen war Lehnsherr und verlangte eine jährliche Fischabgabe. Die Gottesdienste wurden von der seit 1301 bezeugten Pfarre Aussee (heute: Bad Aussee) durchgeführt. Kaiserin Maria Theresia stiftete der Kirche in Altaussee 1770 ein eigenes Vikariat, das jedoch nicht unabhängig von Bad Aussee war. Prozessionen zu Fronleichnam wurden weiterhin von der Mutterpfarre durchgeführt. 1892 wurde das Vikariat zur selbstständigen Pfarre.

## Baubeschreibung

### Außen
Die Kirche stammt laut einer Inschrift über dem Westportal aus dem Jahr 1434. Zwischen 1859 und 1861 wurde die Kirche durch eine Stiftung Kaiser Franz Josephs im Stil der Spätromantik umgestaltet. Aus dieser Zeit stammen die Sakristei, die Portalvorbauten, die Seitenkapellen im Langhaus sowie die Fenster- und Portalgewände. Der Bau besteht aus unverputztem, rötlichem Sandsteinmauerwerk mit Steingewänden. Am Chor sind abgetreppte Strebepfeiler. Der Kirchturm steht im Westen und hat ein Keildach.

### Innen
Der vierjochige, spätgotische Innenraum hat eingezogene Streben. Der einjochige Chor hat einen 5/8-Schluss und ein Kreuzrippengewölbe. Im Chor befinden sich Reste von sechs gotischen Glasfenstern aus dem zweiten Viertel des 15. Jahrhunderts mit späteren Ergänzungen. Die dreiachsige, steinerne Westempore lagert auf einem Rautensterngewölbe. Die Holzempore ist vorgezogen.

## Ausstattung
Das spätgotische Sakramentshäuschen aus rotem Marmor entstand um 1525 und ist (wie das in der Pfarrkirche von Bad Aussee) übereck gestellt. Es besteht aus einem zweigeschoßigen Aufbau mit gedrehten und gerauteten Halbsäulen mit einem spätgotischen Schmiedeeisengitter. Es wird von einer spätgotischen Statue des Auferstandenen bekrönt. Die beiden Nischenfiguren sind neugotisch. Über dem Altar hängt ein spätgotisches Kreuz. In der südlichen Kapelle steht ein neugotischer Altar mit einem Altarbild der heiligen Barbara. Es wurde um 1860 von Leopold Kupelwieser gemalt, wie auch das Altarbild des heiligen Ägidius.
Im Turm hängt eine Glocke aus dem Jahr 1506.

### Orgel

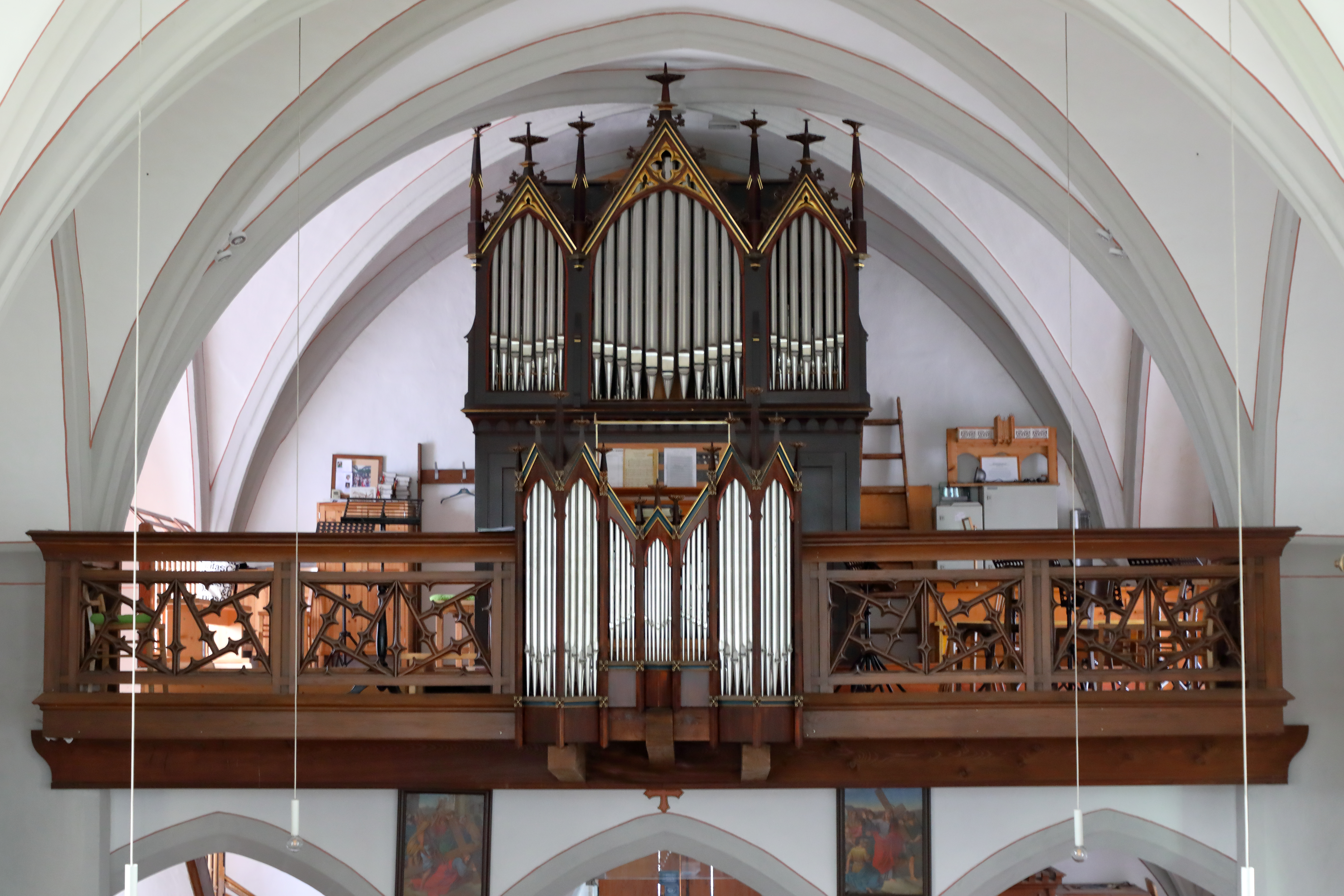
Orgel der Pfarrkirche

Ursprünglich wurde 1862 eine Orgel mit 8 Registern von der Salzburger Werkstätte Mauracher errichtet und später erweitert (1895) sowie umgebaut (1983). Im Jahr 2002 errichtete die Orgelbaufirma Eisenbarth aus Passau eine neue Orgel (Opus 355). Dabei wurde der neogotische Prospekt von 1862 wiederverwendet und ein Rückpositiv im Stil des Gehäuses in die Emporebrüstung eingebaut. Die Orgel hat 31 Register, verteilt auf drei Manuale und Pedal.

## Sonstiges
1882 wurde in Sedliacka Dubová (Slowakei) die Kirche exakt nach den Plänen von Altaussee ein zweites Mal errichtet.